# (35105) 1991 RP23
1991 RP23 (asteroide 35105) é um asteroide da cintura principal. Possui uma excentricidade de 0.09151260 e uma inclinação de 15.00051º.
Este asteroide foi descoberto no dia 15 de setembro de 1991 por Henry E. Holt em Palomar.